# ディミトロフグラード
ディミトロフグラード（ジミトロフグラード；ロシア語:Димитровградヂミトラヴグラート）は、ロシア連邦ウリヤノフスク州の都市。人口は11万968人（2021年）。
州都ウリヤノフスクから100km、サマラから130km。メレケス川の河畔、クイビシェフ貯水湖岸に位置する。1956年に設立された原子炉研究所がある。

## 歴史
18世紀の初頭に建設された。1919年に都市として登録された。
以前はメレケス（Мелекесс）と呼ばれていた。1972年にブルガリア人のコミンテルン書記長ゲオルギ・ディミトロフに因んでディミトロフグラードと改称された。

## 産業
主な産業は機械製造、化学工業。

## 姉妹都市
- ディミトロヴグラト、ブルガリア
- ドロホブィチ、ウクライナ
- リダ、ベラルーシ
- アレクシン、ロシア
- オブニンスク、ロシア
- en:Qayraqqum、タジキスタン
- en:Kuznetsk、ロシア